# 迪沃河畔图尔奈
迪沃河畔图尔奈（法語：Tournai-sur-Dive，法語發音：[tuʁnɛ syʁ div] ⓘ）是法国奥恩省的一个市镇，属于阿让唐区。

## 地理
迪沃河畔图尔奈（48°48'42"N, 0°2'45"E）面积12.4 平方千米，位于法国诺曼底大区奧恩省，该省份为法国西北部内陆省份，北起顺时针与卡爾瓦多斯省、厄尔省、厄尔-卢瓦省、萨尔特省、马耶讷省和芒什省接壤。
与迪沃河畔图尔奈接壤的市镇（或旧市镇、城区）包括：库隆斯、迪沃河畔诺夫、迪沃河畔圣朗贝尔、特兰、维勒迪约莱巴约勒、欧日地区古费恩。

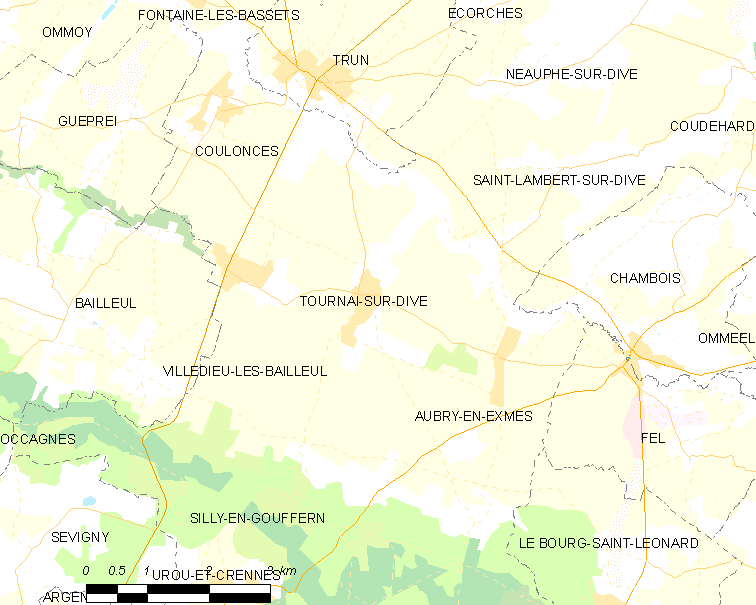
迪沃河畔图尔奈的OSM定位图

迪沃河畔图尔奈的时区为UTC+01:00、UTC+02:00（夏令时）。

## 行政
迪沃河畔图尔奈的邮政编码为61160，INSEE市镇编码为61490。

## 政治
迪沃河畔图尔奈所属的省级选区为阿让唐第二县。

## 人口

1962-2008年间迪沃河畔图尔奈人口变化图示

迪沃河畔图尔奈于2022年1月1日时的人口数量为295人。